# Garbage collection

Esecuzione della Garbage Collection

In informatica per garbage collection (GC, lett. "raccolta di rifiuti") si intende una modalità automatica di gestione della memoria, mediante la quale un sistema operativo, o un compilatore e un modulo di run-time liberano porzioni di memoria non più utilizzate dalle applicazioni. In altre parole, il garbage collector annoterà le aree di memoria non più referenziate, cioè allocate da un processo attivo, e le libererà automaticamente. La garbage collection è stata inventata nel 1959 da John McCarthy per il linguaggio di programmazione Lisp.
Questo meccanismo ha provocato un notevole cambio nello stile di programmazione dei linguaggi che lo implementano. Infatti non è più necessario richiedere esplicitamente la liberazione della memoria utilizzata da un oggetto, ovvero terminare tale oggetto in modo deterministico, ma si lascia che il sistema esegua questa operazione automaticamente, nel momento in cui lo riterrà più opportuno al fine di migliorare le prestazioni complessive. Tale azione viene definita nell'ambito delle finalizzazioni non deterministiche.

## Descrizione
Per la gestione della memoria si tiene conto di due principi fondamentali:
1. Trovare gli oggetti precedentemente creati da un programma ai quali non sarà più necessario accedere;
2. Recuperare le risorse utilizzate da questi oggetti.

Attuando il processo di garbage collection, l'ambiente nel quale viene eseguito il programma gestisce la memoria automaticamente, liberando il programmatore dalla necessità di prevedere quando rilasciare le risorse utilizzate da un oggetto non più necessario all'elaborazione. Tale modalità automatica migliora la stabilità dei programmi in quanto consente di evitare quella classe di bug connessi all'utilizzo di puntatori alle varie aree di memoria già liberate in passato.
Alcuni linguaggi di programmazione, come Java, Python e C# (.NET), hanno un sistema di garbage collection integrato direttamente nell'ambiente di esecuzione, mentre per altri linguaggi, come il C e il C++, la sua eventuale implementazione è a carico del programmatore. Tuttavia molti linguaggi di programmazione utilizzano una combinazione dei due approcci, come Ada, Modula-3 e CLI, consentendo all'utente di eliminare manualmente gli oggetti o, volendo velocizzare il processo, addirittura disattivare la gestione automatica del sistema GC. La garbage collection è quasi sempre strettamente integrata con l'allocazione di memoria.

### Benefici
La garbage collection esonera il programmatore dall'eseguire manualmente l'allocazione (richiesta) e la deallocazione (rilascio) di aree di memoria, riducendo o eliminando del tutto alcune categorie di bug:
- Dangling pointers: persistenza nel programma di puntatori che si riferiscono ad aree di memoria che contenevano oggetti ormai deallocate. Utilizzare tali aree di memoria delocate può, nel migliore dei casi, provocare un errore fatale dell'applicazione, ma si possono manifestare altri problemi anche a distanza di tempo dalla effettiva deallocazione. La risoluzione di questi problemi può essere molto difficoltosa.
- Doppia deallocazione: il programma tenta di liberare nuovamente una zona di memoria già rilasciata.
- Alcuni tipi di memory leak: il programma perde traccia di alcune aree di memoria allocate[N 2], perdendo la possibilità di deallocarle nel momento in cui non servono più. Questo tipo di problema può accumularsi nel corso dell'esecuzione del programma, portando, nel corso del tempo, all'esaurimento della memoria disponibile.

La maggior parte degli errori di programmazione nei linguaggi che non prevedono la garbage collection, o quando la stessa venga volontariamente disattivata, rientrano nei casi sopra descritti.

### Svantaggi
La garbage collection presenta tuttavia anche alcuni svantaggi:
- Consumo di risorse di calcolo: il processo consuma risorse di calcolo, al fine sia di tenere traccia dell'utilizzo delle varie aree di memoria, sia di poter decidere il momento e la quantità di memoria da liberare;
- Incertezza del momento in cui viene effettuata la Garbage Collection: il momento in cui viene effettuata tale operazione non è prevedibile e questa incertezza può determinare improvvisi blocchi o ritardi nell'esecuzione. Problemi di questo genere sono inaccettabili in ambienti real-time, nel rilevamento di driver periferici e nell'elaborazione di transazioni;
- Rilascio della memoria non deterministico: analogamente, sia il momento in cui una data area di memoria viene rilasciata, sia l'ordine di rilascio delle varie aree non più utilizzate, dipendono dal particolare algoritmo implementato dal garbage collector. Si può dire che il rilascio di memoria avviene in modo non deterministico.
- Presenza di memory leak: i memory leak, perdita o fuoriuscita di memoria, possono comunque verificarsi, nonostante la presenza di un garbage collector. Ciò può accadere se il programma mantiene un riferimento ad oggetti che hanno esaurito il loro ciclo logico di vita nell'applicazione. La presenza di riferimenti attivi comporta l'impossibilità da parte del collector di rilevare l'area di memoria come non utilizzata.[3] Questo può verificarsi, ad esempio, con collezioni di oggetti. Il monitoraggio del ciclo di vita degli oggetti è una responsabilità primaria dello sviluppatore in ambienti garbage-collected.

## Tracing garbage collection
Il metodo più comune per attuare la garbage collection è il metodo del tracciamento, in inglese: Tracing. Tale metodo consiste nel determinare in primo luogo quali oggetti sono raggiungibili (o potenzialmente tali), per poi successivamente scartare tutti quelli che non lo sono.

### Raggiungibilità di un oggetto
Siano {\displaystyle p} e {\displaystyle q} due oggetti, e sia {\displaystyle q} un oggetto raggiungibile. Diremo che {\displaystyle p} è raggiungibile in maniera ricorsiva se e solo se esiste un riferimento ad esso tramite l'oggetto {\displaystyle q} (ovvero {\displaystyle p} è raggiungibile attraverso un oggetto {\displaystyle q}, a sua volta raggiungibile). Un oggetto può essere raggiungibile solo in due casi:
- Quando viene creato all'avvio del programma (oggetto globale) o di una sua sotto-procedura (oggetti di scope, creati sullo stack); l'oggetto in questione viene detto in tal caso radice;
- Quando un altro oggetto, raggiungibile, trattiene un riferimento ad esso; in modo più formale, la raggiungibilità è una chiusura transitiva.

L'identificazione delle aree di memoria spazzatura con quelle non raggiungibili non è ottimale, in quanto potrebbe accadere che un programma utilizzi per l'ultima volta una certa area molto prima che questa diventi irraggiungibile. A volte si distingue perciò fra spazzatura sintattica, quando l'oggetto non può essere raggiunto dal programma, e semantica, quando il programma non vuole più utilizzare l'oggetto. Ad esempio:
```
Object
 
x
 
=
 
new
 
Foo
();

Object
 
y
 
=
 
new
 
Bar
();

x
 
=
 
new
 
Quux
();

/* Da questo punto l'oggetto Foo, originariamente

 * assegnato ad x, non può più essere referenziato: 

 * Foo è un oggetto spazzatura sintattico

 */

if
(
x
.
check_something
())

{

    
x
.
do_something
(
y
);

}

System
.
exit
(
0
);

/* Nel blocco condizionale, y potrebbe essere spazzatura semantica, ma non

 * possiamo dirlo finché x.check_something() non termini restituendo un

 * valore; ciò sempre ammesso che effettivamente termini in un tempo finito

 */

```

Il problema di individuare precisamente la spazzatura semantica è purtroppo solo parzialmente decidibile: dall'esempio mostrato sopra, infatti, è chiaro che l'identificazione positiva di un oggetto come spazzatura semantica dipende dal fatto che le elaborazioni precedenti terminino correttamente in un tempo finito. Ciò comporta che un collector che volesse identificare la spazzatura semantica dovrebbe poter decidere, sempre in un tempo finito, se una certa procedura termini (problema della fermata). Pertanto, essenzialmente tutti i collector implementati si concentrano sulla spazzatura sintattica.

### Algoritmo di base
I tracing collector sono algoritmi dedicati, in quanto in grado di tracciare il set di lavoro della memoria, effettuando ciclicamente la raccolta degli oggetti non più necessari. Un ciclo viene avviato quando il garbage collector stabilisce di avere la necessità di recuperare memoria; ciò accade più frequentemente quando il sistema è in memoria bassa. Il metodo originale prevede un mark-and-sweep in cui il set di memoria viene più volte analizzato.

#### Naïve mark-and-sweep
Nel mark-and-sweep ogni oggetto in memoria possiede un flag, in genere è sufficiente un bit, riservato esclusivamente per l'utilizzo del garbage collector. Quando l'oggetto viene creato, il flag viene posto in stato flag clear. 
Durante la prima fase, o fase di Mark, del ciclo di garbage collection, viene scansionato l'intero set di root, ponendo ogni oggetto in stato di flag set. Tutti gli oggetti accessibili dalla radice del set sono anch'essi contrassegnati come in stato di flag set.
Nella seconda fase, o fase di sweep, ogni oggetto in memoria viene ancora una volta esaminato; quelli che hanno ancora il flag clear non sono raggiungibili da nessun programma o dato, e la loro memoria viene quindi liberata. Per gli oggetti che sono marcati flag set, il flag viene posto in stato flag clear, preparandoli per il prossimo ciclo di Garbage Collection.
Questo metodo ha diversi svantaggi, per esempio l'intero sistema viene sospeso durante la Garbage Collection in modo non sempre prevedibile e per periodi di tempo non determinabili a priori; questo tipo di comportamento può creare notevoli problemi in ambienti che necessitano di basse latenze di risposta o in sistemi real-time o mission critical, con possibili malfunzionamenti, deadlock e arresti che possono compromettere l'intero sistema. Inoltre, tutta la memoria di lavoro deve essere esaminata minimo due volte, causando potenzialmente problemi nei sistemi a memoria paginata.

#### Tri-colour marking
A causa di questi svantaggi, gli algoritmi più moderni di garbage collection attuano delle varianti rispetto a semplici meccanismi, quali il mark-and-sweep, applicando algoritmi del tipo tri-colour marking. L'algoritmo effettua marcature su tre diversi livelli secondo le seguenti fasi:
1. Crea set di livelli di bianco, grigio e nero utilizzati per segnare i vari progressi effettuati durante il ciclo.
  - Il set bianco è l'insieme di oggetti candidati al riciclo.
  - Il set nero è l'insieme di oggetti privi di riferimenti in uscita a oggetti del set bianco, raggiungibili dalla radice. Gli oggetti del set nero non sono candidati per essere riciclati; in molte implementazioni, il set nero inizia come vuoto.
  - Il set grigio contiene tutti gli oggetti raggiungibili dalla radice, ma che ancora devono essere sottoposti a scansione per controllare se hanno riferimenti in uscita agli oggetti "bianchi". Dal momento che sono noti per essere raggiungibile dalla radice, non possono essere riciclati e finiranno nel set nero dopo essere stati sottoposti a scansione. Il set grigio è inizializzato con gli oggetti direttamente riferiti dalla radice; in genere tutti gli altri oggetti sono inizialmente posizionati nel set bianco.
  - Gli oggetti possono passare soltanto dal bianco al grigio e dal grigio al nero ma non in senso opposto.
2. Raccoglie gli oggetti dal set di grigio e sposta questi nel set di nero (Blacken) se questi non possono essere garbage collected.
3. Ripete i vari passaggi fino a quando il set di grigio diventa vuoto.
4. Quando non vi sono più oggetti nel set di grigio, per tutti i rimanenti oggetti nel set bianco è stato dimostrato che non sono raggiungibili per cui lo spazio di memoria da essi occupato viene recuperato.

Dal momento che tutti gli oggetti non immediatamente raggiungibili dalla radice sono tipicamente assegnati al set di bianco, e gli oggetti possono muoversi solo dal bianco al grigio e dal grigio al nero, l'algoritmo conserva un invariante importante (nessun oggetto nero punta direttamente ad un oggetto bianco). Questo garantisce che gli oggetti bianchi possono essere distrutti in modo sicuro una volta che il set grigio è vuoto.
L'algoritmo presenta un vantaggio importante: può essere eseguito on-the-fly, senza che sia arrestato il sistema per periodi di tempo significativo. Ciò si ottiene marcando gli oggetti nel momento in cui vengono allocati e durante le modifiche, mantenendo i tre insiemi. Monitorando la dimensione degli insiemi, il sistema può effettuare garbage collection periodicamente o quando necessario. Inoltre, viene eliminata la necessità di toccare l'intero insieme degli oggetti durante ciascun ciclo di garbage collected.

### Strategia di attuazione
Al fine di attuare l'algoritmo tri-colour marking si prendono importanti decisioni al momento della progettazione e ciò può incidere sensibilmente sulle caratteristiche delle prestazioni del garbage collector.

#### Movimento contro non movimento
Una volta che il set è stato classificato irraggiungibile, il garbage collector può semplicemente rilasciare gli oggetti irraggiungibili, oppure copiare alcuni o tutti gli oggetti raggiungibili in una nuova area di memoria, aggiornando tutti i riferimenti a tali oggetti come necessario. Questi sono chiamati rispettivamente collettor in non movimento ed in movimento.
A prima vista una strategia di garbage collector in movimento può sembrare inefficiente e costosa rispetto all'approccio di non movimento, dato che sembra essere richiesto molto più tempo di elaborazione per ogni ciclo. In realtà, la strategia in movimento porta a diversi vantaggi in termini di prestazioni, sia durante il ciclo di raccolta dei rifiuti, che durante l'esecuzione del programma vero e proprio:
- Non è necessario ulteriore tempo macchina per recuperare lo spazio liberato dagli oggetti irraggiungibili, l'intera regione viene così considerata libera. Viceversa un garbage collector in non movimento deve controllare ogni oggetto irraggiungibile e registrare che la memoria da essi occupata sia disponibile.
- Dal momento che grandi regioni contigue della memoria sono generalmente messe a disposizione dalla strategia di garbage collector in movimento, i nuovi oggetti possono essere attribuiti semplicemente incrementando una locazione di memoria. Una strategia di non movimento invece può, dopo qualche tempo, portare ad una struttura dei dati (heap) fortemente frammentata, struttura che richiede una consultazione più frequente dei piccoli blocchi di memoria disponibili, al fine di allocare questi nuovi oggetti.
- Oggetti che fanno riferimento l'uno all'altro spesso possono essere spostati in locazioni di memoria adiacenti, aumentando la probabilità che questi si trovino sulla stessa linea della cache o della pagina di memoria virtuale. Questo accelererà notevolmente l'accesso ai nuovi oggetti attraverso i riferimenti.

Uno svantaggio del garbage collector in movimento è che consente l'accesso solo attraverso i riferimenti gestiti dai riferimenti dei rifiuti, impedendo l'aritmetica dei puntatori. Ciò accade perché i puntatori iniziali non sono più validi dal momento in cui il Garbage Collector sposta l'oggetto, diventeranno puntatori sospesi. Per l'interoperabilità con il codice nativo, il garbage collector deve copiare la posizione dei contenuti dell'oggetto al di fuori della regione di memoria che contiene i rifiuti. Un approccio alternativo consiste nel salvare l'oggetto in memoria con un codice pin, impedendo al garbage collector di muoversi, consentendo ai puntatori nativi di lavorare direttamente con la memoria ed eventualmente consentendo l'aritmetica dei puntatori.

#### La copia mark-and-sweep contro la copia mark-and-don't-sweep
Come abbiamo già visto, per raffinare ulteriormente la distinzione, i collector possono tracciare gli oggetti secondo tre set (bianco, grigio e nero) e mantenerli durante il ciclo di raccolta. L'approccio più semplice è stato inventato nel 1969 e prende il nome di semi-space collector. In questo schema di garbage collector in movimento, la memoria è divisa in due parti: "dallo spazio" e "allo spazio". Inizialmente gli oggetti sono assegnati "allo spazio" fino a quando non diventeranno oggetti a pieno titolo e la collezione attivata. All'inizio lo stato "allo spazio" diventa "dallo spazio" e viceversa, e gli oggetti raggiungibili dalla radice vengono copiati dallo spazio allo spazio. Questi oggetti vengono scansionati a turno e tutti gli oggetti a cui puntano vengono copiati allo spazio fino a quando tutti gli oggetti raggiungibili sono stati copiati in questa parte. Questo approccio ha il vantaggio di essere semplice concettualmente (i tre set sono costruiti durante il processo di copia), ma uno svantaggio è che ad ogni ciclo di raccolta viene richiesta una grande regione contigua di memoria libera. La tecnica è conosciuta anche come stop-and-copy. Un ulteriore miglioramento rispetto al semi-space collector è l'algoritmo di Cheney.
Un mark-and-sweep garbage collection, mantiene uno o due bit per ogni oggetto da registrare. L'albero di riferimento viene attraversato nel corso di un ciclo di raccolta (fase di mark) e gli oggetti vengono manipolati dal collettor per riflettere lo stato attuale e la fase di sweep libera la memoria. Il mark-and-sweep ha il vantaggio che, una volta determinato il set irraggiungibile, non può essere attuata né una strategia di movimento, né una strategia di non movimento.
Un mark-and-don't-sweep garbage collection come il precedente, mantiene un bit per ogni oggetto da registrare, vi sono però due differenze fondamentali: innanzitutto il set di bianco e nero hanno significato diverso da quello del mark-and-sweep, poiché in quest'ultimo sistema tutti gli oggetti raggiungibili sono sempre di colore nero. Un oggetto contrassegnato come nero rimarrà tale anche se diventa irraggiungibile. Un oggetto bianco è attribuito come inutilizzabile. In secondo luogo l'interpretazione di nero/bianco può variare (0=bianco, 1= nero) e viceversa.

#### Generational Garbage Collector (Ephemeral Garbage Collector)
È stato osservato che in molti programmi gli oggetti più recenti, sono anche quelli con più probabilità di diventare rapidamente irraggiungibili. L'ipotesi generazionale divide gli oggetti in generazioni. Inoltre il sistema di runtime mantiene la conoscenza di tutti i riferimenti tenendo traccia dalla loro creazione, alla sovrascrittura dei riferimenti. Quando il Garbage Collector va in esecuzione, può essere in grado di utilizzare tale conoscenza per dimostrare che alcuni oggetti inizialmente nel set iniziale bianco non sono raggiungibili senza dover attraversare l'intera struttura di riferimento. Al fine di attuare questo concetto, molti Garbage Collector generazionali utilizzano aree di memoria separate per i diversi livelli degli oggetti. Quando una regione è piena, i pochi oggetti referenziati nella vecchia memoria sono promossi (copiati) nella regione immediatamente successiva per cui l'intera regione può essere sovrascritta con nuovi oggetti. Questa tecnica permette di incrementare la velocità, in quanto la raccolta dei rifiuti di una sola regione avviene nello stesso momento.
Generational garbage collection è un approccio euristico e alcuni oggetti irraggiungibili non possono essere recuperati ad ogni ciclo. Talvolta può quindi essere necessario recuperare tutto lo spazio disponibile. In effetti, i sistemi di runtime per i moderni linguaggi di programmazione (come Java) di solito usano alcune varianti delle diverse strategie che sono state descritte sino ad ora.

#### Stop-the-world contro incremental contro concurrent
Il meccanismo stop-the-world opera semplicemente interrompendo l'esecuzione del ciclo di raccolta in modo da garantire che i nuovi oggetti non siano assegnati e non diventino improvvisamente irraggiungibili mentre il collector è in esecuzione. Svantaggio evidente è che il programma non può svolgere alcun lavoro utile mentre è in esecuzione il ciclo di raccolta (detta embarrassing pause). Incremental e concurrent garbage collection sono progettati per ridurre questa interruzione, svolgendo il ciclo di raccolta rifiuti in fasi distinte rispetto all'esecuzione del programma. L'idea di progettazione è quella di garantire che il programma non interferisca con il garbage collector e viceversa.

#### Precise contro conservative and internal pointer
Alcuni collezionisti in esecuzioni in particolari ambienti possono identificare correttamente tutti i puntatori (riferimenti) di un oggetto che sono perciò detti "precisi", contrariamente ai collezionisti conservatori. Questi ultimi suppongono che una qualsiasi sequenza di bit in memoria potrebbe essere un puntatore che punta un qualsiasi oggetto allocato. Un esempio in cui il garbage collector conservatore è necessario è il linguaggio di programmazione C che alloca i puntatori (non void) applica un cast di tipo (void) e viceversa.
Una problematica correlata è quella degli internal pointer o puntatori a campi all'interno di un oggetto. Se la semantica di un linguaggio permette puntatori interni e quindi vi possono essere molti indirizzi che si riferiscono allo stesso oggetto, si rende difficile determinare quando un oggetto è o meno rifiuto. Un esempio è il C++, in cui l'ereditarietà multipla può causare puntatori che si riferiscono ad oggetti di base con indirizzi diversi. Anche in linguaggi come Java, tuttavia, i puntatori interni possono durante il calcolo, per esempio nel riferirsi ad un array, riscontrare problemi e in un programma ben ottimizzato il puntatore corrispondente all'oggetto stesso potrebbe essere stato sovrascritto nel suo registro, in tal modo i puntatori interni hanno bisogno di essere sottoposti a scansione.

### Implicazioni
I tracing garbage collection richiedono talvolta overhead impliciti a volte indipendenti dalla volontà del programmatore, portando a problemi di prestazioni. Per esempio i stop-the-world garbage collection durante le pause di esecuzione del programma, effettuano arbitrariamente raccolta di rifiuti, ciò è inadeguato per alcuni sistemi embedded ad alte prestazioni, per server e altre applicazioni con esigenze sistema real-time. Le differenze principali tra allocazioni manuale e automatiche consistono in:
Allocazione heap manuale:
- Ricerca di blocchi di dimensioni sufficienti secondo il best/first-fit.
- Manutenzione delle free list.

Allocazione Garbage collection
- Individuare gli oggetti raggiungibili
- Copiare gli oggetti che sono stati spostati
- Lettura/scrittura delle barriere
- Ricerca di best/ first-block

È difficile stabilire quale dei due casi sia migliore, in quanto il loro comportamento dipende dalla situazione. Alcuni progressi nel garbage collector, possono essere intesi come una migliore reazione a problemi di prestazioni. I primi sono stati garbage collector di tipo stop-the-world, ma le loro prestazioni sono state sviate in applicazioni interattive. Tecniche di Generational collection sono utilizzati sia con stop-the-world che incremental collection per aumentarne le prestazioni.

### Determinismo
Il Tracing garbage collection non è deterministico. Un oggetto che diventa ammissibile per il garbage collector sarà generalmente eliminato alla fine, ma non vi è alcuna garanzia di quando e se ciò accadrà.
Questo può portare diversi problemi:
- La maggior parte degli ambienti con l'analisi garbage collector richiedono deallocazione manuale per non limitate risorse di memoria, che vengono eseguite in tempi non adatti.
- L'impatto sulle prestazioni causate dal garbage collector è apparentemente casuale e difficile da prevedere.

## Reference counting
Il Reference counting, o conteggio dei riferimenti, è una forma di gestione automatica della memoria, dove ogni oggetto ha un conteggio del numero di riferimenti ad esso. Il contatore è incrementato quando viene creato un riferimento all'oggetto e diminuisce quando un riferimento viene distrutto. La memoria dell'oggetto viene recuperata quando il conteggio si azzera.
Ci sono due principali svantaggi per il conteggio dei riferimenti:
- Se due o più oggetti rimandano l'uno all'altro, possono creare un ciclo in cui non vengono mai rilasciati ed il loro riferimento viene valutato zero. Alcuni sistemi di garbage collector, come quello in CPython, utilizzano uno specifico conteggio dei riferimenti per affrontare questo problema.[6]
- Nelle implementazioni più semplici, ogni assegnazione di riferimento, ed ogni riferimento perso, richiedono spesso modifiche di uno o più contatori di riferimento. Quando viene utilizzato in un ambiente multithreading tali modifiche, di incremento/decremento, possono essere intrecciate, ma tale operazione risulta costosa per processi senza operazioni atomiche, come Compare-and-swap. Un importante vantaggio del contatore dei riferimenti è che esso fornisce un garbage collector deterministico.

## Escape Analysis
La Escape Analysis può essere utilizzata per spostare le locazioni di memoria dallo heap allo stack o ai registri della CPU, riducendo così la quantità di lavoro che deve essere svolta dal garbage collector. Lo spostamento è lecito quando il riferimento all'oggetto non sopravvive alla subroutine in cui è stato dichiarato, cioè quando il riferimento è a tutti gli effetti una variabile locale, che non viene passata ad ulteriori subroutine o ritornata a monte.

### Esempio (Java)
```
class
 
A
 
{

  
final
 
int
 
finalValue
;

  
public
 
A
(
 
B
 
b
 
)
 
{

    
super
();

    
b
.
doSomething
(
 
this
 
);
 
// this escapes!

    
finalValue
 
=
 
23
;

  
}

  
int
 
getTheValue
()
 
{

    
return
 
finalValue
;

  
}

}

class
 
B
 
{

  
void
 
doSomething
(
 
A
 
a
 
)
 
{

    
System
.
out
.
println
(
 
a
.
getTheValue
()
 
);

  
}

}

```

In questo esempio il costruttore della classe A passa la nuova istanza di A a B.doSomething, quindi il compilatore non può garantire che il puntatore non sopravviva al costruttore: il puntatore "escapes", fugge.

## Disponibilità
In generale, linguaggi di programmazione ad alto livello dispongono solitamente del garbage collector come caratteristica standard. In linguaggi che ne sono privi, spesso questo viene aggiunto tramite una libreria, come con il garbage collection Boehm del C e C++. La maggior parte dei linguaggi di programmazione funzionali come la ML, Haskell e APL hanno il garbage collector come caratteristica di default. Il Lisp è stato il primo linguaggio funzionale che ha introdotto questo meccanismo.
Altri linguaggi dinamici come Ruby tendono ad usare il Garbage Collector. I linguaggi di programmazione orientati agli oggetti, come Smalltalk, Java e ECMAScript, solitamente prevedono il garbage collector integrato. Storicamente i linguaggi destinati ai principianti come BASIC usano spesso variabili di diversa lunghezza come stringhe e liste, in modo da sollevare il programmatore dall'onere di gestire manualmente la memoria. Il problema relativo alla velocità del sistema rallentato dall'azione del garbage collector aumenta notevolmente nei microcomputer.

## Ambienti limitati
Il garbage collector è raramente usato in ambienti di tipo embedded o real-time a causa delle esigenze di tali ambienti. Tuttavia, sono stati sviluppati garbage collector compatibili per questi ambienti limitati. Microsoft.NET Micro Framework e Java Platform, Micro Edition sono piattaforme di software embedded che dispongono di garbage collection.